# Максим Горки
Алексеј Максимович Пешков (рус. Алексей Максимович Пешков; Нижњи Новгород, 28. март 1868 — Москва, 18. јун 1936), познатији као Максим Горки (рус. Максим Горький), био је руски писац, оснивач књижевног метода социјалистичког реализма и политички активиста. Рођен је у Нижњем Новгороду а умро је у Москви. Од 1906. до 1913. и од 1921. до 1929. је живео у иностранству; након повратка у Совјетски Савез, прихватио је културну политику тога времена, мада му није било дозвољено да напушта земљу. Био је номинован пет пута за Нобелову награду за књижевност. Пре књижевничког успеха, путовао је широм Руског царства често мењајући посао, стичући разна искуства која ће касније утицати на његова писања.
У 19. години покушао је самоубиство. Агитовао је против царизма, тражио друштво револуционара народњака и бранио интересе сиромашних. Године 1905. пише прогласе против војске, полиције, цара и бива затворен, а ослобођен је на протест интелектуалаца многих земаља, укључујући и Радоја Домановића. Године 1906. илегално напушта земљу и остаје у емиграцији до 1913, гдје се бори за обустављање сваке помоћи царској Русији. У својим првим приповеткама описује егзистенцију људи са дна друштвене лествице. У низу чланака приказује своје непријатељство према фашизму и малограђанској себичности. Смисао уметности тражио је у истини, стваралачком раду и афирмацији човечних односа међу људима.
Најпознатија дела Горког су његове ране приповетке, написане 1890-их („Челкаш“, „Стари Изергил“, „Двадесет шест мушкараца и девојка“); драме Филистејци (1901), Доње дубине (1902) и Деца сунца (1905); песма „Песма бурног бурењака“ (1901); његова аутобиографска трилогија Моје детињство, У свету моји универзитети (1913–1923); и роман Мајка (1906). Сам Горки је неке од ових дела оценио као неуспехе, а Мајка је често била критикована (сам Горки је сматрао Мајку једним од својих највећих неуспеха). Међутим, било је топлијих ставова о неким мање познатим постреволуционарним делима као што су романи Посао Артамонова (1925) и Живот Клима Самгина (1925–1936); ово друго се сматра ремек-делом Горког и понекад га критичари сматрају модернистичким делом. За разлику од његових предреволуционарних списа (познатих по свом „антипсихологизму“), касна дела Горког разликују се амбивалентним приказом Руске револуције и „немодерним интересовањем за људску психологију“ (као што је приметио Д. С. Мирски). Он је одржавао везе са колегама руским писцима Лавом Толстојем и Антоном Чеховом, које Горки помиње у својим мемоарима.
Горки је био активан у настајању марксистичког комунистичког покрета. Јавно се супротстављао царском режиму, и једно време се блиско повезивао са Лењином и Богдановљевим бољшевичким крилом партије. Значајан део свог живота био је прогнан из Русије и касније Совјетског Савеза. Године 1932. вратио се у СССР на лични позив Јосифа Стаљина и тамо живео до своје смрти у јуну 1936. По повратку је званично проглашен за „оснивача социјалистичког реализам“. Упркос његовој званичној репутацији, односи Горког са совјетским режимом били су прилично тешки. Савремени научници сматрају да се његова идеологија богоградње разликује од званичног марксизма-лењинизма, а његов рад се с нелагодом уклапа под ознаку „социјалистичких реалиста“. Његов рад остаје контроверзан.

## Живот

### Ране године
Рођен као Алексеј Максимович Пешков 28 March [по јулијанском 16 March] 1868. у Нижњем Новгороду, Горки је са једанаест година остао сироче. Одгајала га је бака и побегао је од куће са дванаест година 1880. После покушаја самоубиства у децембру 1887, пет година је путовао пешке по Руском царству, мењајући посао и гомилајући утиске касније у свом писању.
Као новинар који је радио за покрајинске новине, писао је под псеудонимом Иегудиил Хламида (Јехудиел Хламида). Почео је да користи псеудоним „Горки“ (од горький; дословно „горак“) 1892. године, када је његову прву приповетку „Макар Чудра“ објавио лист Кавказ у Тбилисију, где је провео неколико недеља радећи ситне послови, углавном за радионице Кавкаске железнице. Име је одражавало његов узаврели гнев због живота у Русији и одлучност да говори горку истину. Прва књига Горког Очерки и рассказы (Есеји и приче) из 1898. доживела је сензационалан успех, и његова каријера писца је започела. Горки је писао непрестано, посматрајући књижевност мање као естетску праксу (иако је вредно радио на стилу и форми), а више као морални и политички чин који би могао да промени свет. Описао је животе људи у најнижим слојевима и на маргинама друштва, откривајући њихове невоље, понижења и брутализације, али и њихову унутрашњу искру људскости.

### Политички и књижевни развој
Репутација Горког је расла као јединственог књижевног гласа из најнижег слоја друштва и као ватреног заговорника друштвене, политичке и културне трансформације Русије. До 1899. отворено се дружио са настајајућим марксистичким социјалдемократским покретом, што му је помогло да постане славна личност како међу интелигенцијом, тако и међу све већим бројем „свесних” радника. У срцу његовог рада било је веровање у инхерентну вредност и потенцијал људске личности. У свом писању супротстављао се појединцима, свесним свог природног достојанства, инспирисаним енергијом и вољом, људима који подлегну деградирајућим условима живота око себе. И његови списи и његова писма откривају „немирног човека“ (чест самоопис) који се бори да разреши контрадикторна осећања вере и скептицизма, љубави према животу и гађења према вулгарности и ситничавости људског света.
Године 1916. Горки је рекао да су учења древног јеврејског мудраца Хилела Старијег дубоко утицала на његов живот: „У раној младости читао сам... речи... Хилела, ако се добро сећам: 'Ако ниси за себе, ко ће бити за тебе? Али ако си сам за себе, зашто си? Унутрашње значење ових речи ме је импресионирало својом дубоком мудрошћу... Мисао је прошла дубоко у моју душу, и кажем сада са уверењем: Хилелова мудрост је служила као јак штап на мом путу, који није био ни равномеран ни лак. Верујем да је јеврејска мудрост свељудска и универзалнија од било које друге; и то не само због свог прадавног века... због моћне хуманости која га засићује, због његове високе оцене човека“.
Јавно се супротстављао царском режиму и више пута је хапшен. Горки се спријатељио са многим револуционарима и постао лични пријатељ Владимира Лењина након што су се упознали 1902. Он је разоткрио владину контролу штампе (види аферу Матвеј Головински). Године 1902. Горки је изабран за почасног академика књижевности, али је цар Николај II наредио да се ово поништи. У знак протеста, Академију су напустили Антон Чехов и Владимир Короленко.
Током 1930-их био је на лечењу у Врњачкој Бањи.

## Комеморација

### Филателија
Максим Горки је приказан на поштанским маркама: Албаније (1986), Вијетнама (1968), Индије (1968), Малдива (2018), и многе друге. Неке од њих могу се видети у наставку.
- Поштанске марке Максима Горког
- Поштанска марка СССР, 1932
- Поштанска марка СССР, 1932
- Поштанска марка СССР, 1943
- Поштанска марка СССР, 1943
- Postage stamp, the USSR, "10 година од смрти М. Горког" (1946, 30 копејки)
- Postage stamp, the USSR, "10 година од смрти М. Горког" (1946, 60 копејки)
- Поштанска марка, ДДР, 1953
- Поштанска марка СССР, 1956
- Поштанска марка СССР, 1958
- Поштанска марка СССР, 1959
- Поштанска марка СССР, 1968
- Поштанска марка, Русија, „Русија. XX век. Култура” (2000, 1,30 руб.)

## Дела

### Новеле и приповетке
- „Макар Чудра“ - 1892
- „Две скитнице“ - 1894
- „Старица Изергиљ“, „Челкаш“ - 1895
- „Коновалов“ - 1897
- „Малва“ - 1897
- „Пролећни звуци“ - 1901
- „По Русији“ - 1912-1916
- „Живот у плавом“ - 1925
- „Прича о јунаку“ - 1925

### Лирске песме у прози
- „Песма о соколу“ - 1899
- „Весник Буре“ - 1901

### Романи
- „Фома Гордејев“ - 1888
- „Троје“ - 1900
- „Мати“ - 1907
- „Исповест“ - 1908
- „Градић Окуров“ - 1909
- „Живот Матвеја Кожемјакина“ - 1910
- „Живот Артамонових“ - 1925
- „Живот Клима Самгина“ 1926-1936

### Драме
- „Малограђани“, „На дну“ - 1902
- „Летњиковац“ - 1904
- „Деца сунца“ - 1905
- „Непријатељи“ - 1906
- „Васа Железнова“ - 1910-1936
- „Јегор Буличов“ - 1936

### Успомене
- Детињство - 1913-1914
- „Међу људима“ - 1916
- „Моји универзитети“ - 1923
- „Белешке из мог дневника“ - 1923-1924